# Dunes du Puits d'Enfer
Ne doit pas être confondu avec Puits d'Enfer.
Les dunes du Puits d'Enfer sont des dunes perchées, grises et blanches, situées sur la commune du Château-d'Olonne dans le département de la Vendée. Cet ensemble dunaire était autrefois occupé par un circuit automobile dont les terrains ont été rachetés par le Conservatoire du littoral en 2015.
Un vaste projet de restauration écologique, de protection et de mise en valeur touristique est actuellement mené par la Ville du Château d'Olonne, le Conseil départemental de la Vendée et le Conservatoire du littoral.

## Protection
Les dunes du Puits d'Enfer sont placées  sous la protection du conservatoire du littoral depuis 2015 mais sont également englobées dans un site Natura 2000 baptisé Marais de Talmont et zones littorales entre les Sables-d'Olonne et Jard-sur-Mer.